# 皮埃尔勒韦
皮埃尔勒韦（法語：Pierre-Levée，法語發音：[pjɛʁ ləve] ⓘ）是法国塞纳-马恩省的一个市镇，属于莫城区。

## 地理
皮埃尔勒韦（48°54'0"N, 3°2'19"E）面积12.93 平方千米，位于法国法蘭西島大區塞纳-马恩省，该省份为法国北部内陆省份，北起瓦兹省，西接埃松省、马恩河谷省、塞纳-圣但尼省和瓦兹河谷省，南至卢瓦雷省，东南接约讷省，东临马恩省和奥布省，东北接埃纳省。
与皮埃尔勒韦接壤的市镇（或旧市镇、城区）包括：日尔穆捷、拉欧特迈松、茹阿爾、圣让莱德瑞莫、锡尼-锡涅、维勒马勒伊。

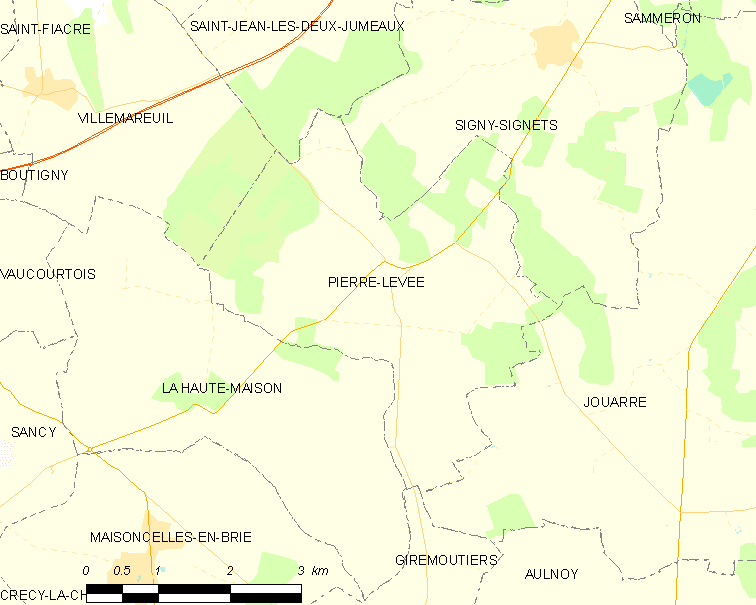
皮埃尔勒韦的OSM定位图

皮埃尔勒韦的时区为UTC+01:00、UTC+02:00（夏令时）。

## 行政
皮埃尔勒韦的邮政编码为77580，INSEE市镇编码为77361。

## 政治
皮埃尔勒韦所属的省级选区为拉费泰苏茹阿尔县。

## 人口

1962-2008年间皮埃尔勒韦人口变化图示

皮埃尔勒韦于2022年1月1日时的人口数量为474人。